# Justicia almedae
Justicia almedae är en akantusväxtart som beskrevs av T.F. Daniel. Justicia almedae ingår i släktet Justicia och familjen akantusväxter. Inga underarter finns listade i Catalogue of Life.